# Блясецький Василь Васильович
Блясецький Василь Васильович — український футбольний тренер, в колишньому футболіст, півзахисник. Народився 29 серпня 1958 в с. Джурів Снятинського району Івано-Франківської обл. , проживає в Коломиї 
Як гравець виступав за команди:
1976-1978 — СКА ГРВН (Німеччина)
1979-1980 — «Карпати» (Кути)
1981-1982 — «Прикарпаття» (Івано-Франківськ)
1982-1984 — «Електрон» (Ів.-Фр)
1985-1986 — «Сільмаш» (Коломия)
1987 — «Кристал» (Чортків)
1988-1989 — «Електрооснастка» (Коломия)
1990-1993 — «Покуття» (Коломия) — граючий тренер.
Тренував команди: «Покуття» (Коломия), «Нива»(Заболотів), «Пробій» (Городенка), ФК «Снятин». З 2012 року повернувся в Коломию, спочатку спортивним директором ФК "Карпати", а з 2013 — головним тренером . З 2016 року Василь Блясецький тренує молодіжний склад "Карпати" Коломия і одночасно є спортивним директором клубу
В 1996 році проходив стажування в команді "ЦСКА-Борисфен" у тренера Фоменка Михайла Івановича. 
Трофеї:
1991 р. — Чемпіон Івано-Франківської обл. ("Покуття" Коломия)
1993 р. — Володар Кубку Івано-Франківської обл. ("Покуття" Коломия)
1995 р. — Володар Кубку Івано-Франківської обл. ("Покуття" Коломия)
1996 р. — Володар Кубку Івано-Франківської обл. ("Пробій" Городенка)
2012 р. — Володар Кубку Івано-Франківської обл. ("Карпати" Коломия)
2012 р. — Чемпіон України серед аматорів ("Карпати" Коломия)
2013 р. — Чемпіон Івано-Франківської обл. ("Карпати" Коломия)
2013 р. — Володар Суперкубку Івано-Франківської обл. ("Карпати" Коломия)